# Dolneni
Dolneni (mazedonisch Долнениⓘ [ˈdɔɫˌneni]; albanisch definit Dollneni, indefinit Dollnen) ist ein Dorf und Amtssitz der gleichnamigen Gemeinde im zentralen Nordmazedonien. Es liegt auf 623 m. i. J. und hat 300 Einwohner (2021).

## Geographie
Dolneni ist ein Haufendorf in der nördlichen Hälfte des Prilepsko Pole, der Hochebene von Prilep, die Teil der Region Pelagonien ist. Die Siedlung liegt dabei ziemlich zentral in der Ebene; die Berge des Luben beginnen nach 15 Kilometern im Westen, das Dautica genannte Gebirge liegt zehn Kilometer im Norden und das Hügelland der Babuna befindet sich ebenfalls zehn Kilometer im Osten. Somit ist Dolneni mit Ausnahme im Süden von Bergen umgeben. Nur einzelne Erhebungen durchziehen die Hochebene und auf direktem Wege nach Prilep – der nächstgrößeren Stadt – streift ein Hügelzug im Osten die Hauptstraße.
Südöstlich des Dorfes fließt die Stara, ein Nebenbach des Blato, der zum Flusssystem der Crna Reka gehört und der die Hochebene von Norden nach Süden durchfließt. Ein weiteres Gewässer in der nahen Umgebung von Dolneni ist ein Moor knapp zwei Kilometer südwestlich.
Die Hochebene wird stark für Landwirtschaft, Viehzucht und Milchproduktion genutzt, weswegen es keine Wälder in der näheren Umgebung gibt.
Das Klima in der Region ist stark kontinental geprägt; die Winter sind sehr kalt und niederschlagsreich, die Sommer heiß und trocken.

## Demographie

### Ortschaft
Die letzte, 2021 durchgeführte Volkszählung ergab für die Ortschaft Dolneni eine Einwohnerzahl von 300. 287 Einwohner sahen sich als Mazedonier mit Mazedonisch als Muttersprache.

### Opština
Zur Opština Dolneni zählen neben dem eigentlichen Dorf noch 36 weitere Ortschaften. In dieser Großgemeinde leben 13.126 Personen (Stand: 2021).
Die Opština Dolneni hat eine ethnisch, sprachlich und religiös diverse Bevölkerung. Nachfolgende Liste führt den Anteil der jeweiligen Volksgruppe auf:
- Albaner: 4.442
- Mazedonier: 3.831
- Türken: 2.434
- Bosniaken: 2.006
- Andere (Serben, Roma etc.): 413

### Einwohnerentwicklung
Zu Beginn des 20. Jahrhunderts hatte das Dorf Dolneni 650 Einwohner. In den nachfolgenden Jahrzehnten veränderte sich die Einwohnerzahl wie folgt: 900 (Volkszählung 1948), 898 (1953), 858 (1961), 685 (1971), 579 (1981), 460 (1991), 424 (1994), 375 (2002) und 300 (2021). Dolneni war somit in der Vergangenheit wie auch das ganze Land von einer massiven Auswanderung betroffen.

## Geschichte
Während der osmanischen Herrschaft wurden in der bereits bestehenden Siedlung weitere Gehöfte gegründet. Die Kirche „Christi Himmelfahrt“ datiert von 1857. Im Jahre 1912 gab es sechs muslimische Familien und eine christliche.

## Politik und Verwaltung
Bürgermeister der Opština Dolneni ist seit 2021 Urim Ibeski von der BDI. Das Gemeinderathaus liegt im Dorfzentrum.
Der Rat zählt 15 Mitglieder.

## Bildung
Nördlich des Dorfzentrums befindet sich die Grundschule „Peco Daskalot“.

## Verkehr
Dolneni liegt einen Kilometer abseits der Hauptstraße R1303, die Prilep mit Makedonski Brod und Kičevo verbindet. Und bei den Nachbardörfern Senokos im Südosten (2 km) und Brailovo im Norden (4 km) befinden sich Bahnhöfe der Mazedonischen Eisenbahnen. Die Strecke Prilep–Bogomila–Veles führt durch diese Hochebene.

## Persönlichkeiten
- Angelarius von Ohrid und Mazedonien (1911–1986), Geistlicher und von 1981 bis 1986 Erzbischof von Ohrid und ganz Mazedonien
- Pece Atanasovski (1925–1996), Arrangeur, Orchesterleiter und Interpret der mazedonischen Volksmusik